# Amphoe Si Mueang Mai
Amphoe Si Mueang Mai (Thai: อำเภอ ศรีเมืองใหม่) ist ein Landkreis (Amphoe – Verwaltungs-Distrikt) im Nordosten der Provinz Ubon Ratchathani. Die Provinz Ubon Ratchathani liegt in der Nordostregion von Thailand, dem so genannten Isan.

## Geographie
Benachbarte Landkreise (von Südosten im Uhrzeigersinn): die Amphoe Khong Chiam, Phibun Mangsahan, Tan Sum, Trakan Phuet Phon und Pho Sai. Im Osten am anderen Ufer des Mekong liegt die laotische Provinz Salavan.
Die wichtigste Wasser-Ressource des Landkreises ist der Mekong.

## Geschichte
Ursprünglich war das Gebiet ein Distrikt (Khwaeng) innerhalb der historischen Stadt (Mueang) Khong Chiam. Der Distriktvorsteher war Upahad (อุปฮาด), der direkt dem Gouverneur von Ubon Ratchathani unterstellt war. Nachdem der Name des Landkreises für wenige Jahre Suwan Warin lautete, bekam er 1939 wieder den historischen Namen Khong Chiam.
Am 14. September 1971 wurde der Landkreis Khong Chiam umbenannt in Si Mueang Mai. Zur gleichen Zeit wurde der Distrikt Ban Dan, der 1959 von Khong Chiam abgetrennt worden war, in Khong Chiam umbenannt, da dort das historische Zentrum der historischen Mueang liegt.

## Verwaltungseinheiten
Provinzverwaltung
Der Landkreis Si Mueang Mai ist in elf Tambon („Unterbezirke“ oder „Gemeinden“) eingeteilt, die sich weiter in 121 Muban („Dörfer“) unterteilen.
| Nr.  | Name       | Thai    | Muban | Einw.  |
| ---- | ---------- | ------- | ----- | ------ |
| 01.  | Na Kham    | นาคำ    | 16    | 13.216 |
| 02.  | Kaeng Kok  | แก้งกอก  | 07    | 04.586 |
| 03.  | Ueat Yai   | เอือดใหญ่ | 08    | 03.825 |
| 04.  | Warin      | วาริน    | 11    | 05.671 |
| 05.  | Lat Khwai  | ลาดควาย | 08    | 04.824 |
| 06.  | Song Yang  | สงยาง   | 15    | 06.449 |
| 07.  | Tabai      | ตะบ่าย   | 12    | 04.437 |
| 08.  | Kham Lai   | คำไหล   | 18    | 10.044 |
| 09.  | Nam Thaeng | หนามแท่ง | 12    | 08.024 |
| 010. | Na Loen    | นาเลิน   | 07    | 03.809 |
| 011. | Don Yai    | ดอนใหญ่  | 07    | 04.442 |

Lokalverwaltung
Es gibt eine Kommune mit „Kleinstadt“-Status (Thesaban Tambon) im Landkreis:
- Si Mueang Mai (Thai: เทศบาลตำบลศรีเมืองใหม่) besteht aus Teilen des Tambon Na Kham.

Außerdem gibt es 11 „Tambon-Verwaltungsorganisationen“ (องค์การบริหารส่วนตำบล – Tambon Administrative Organizations, TAO):
- Na Kham (Thai: องค์การบริหารส่วนตำบลนาคำ)
- Kaeng Kok (Thai: องค์การบริหารส่วนตำบลแก้งกอก)
- Ueat Yai (Thai: องค์การบริหารส่วนตำบลเอือดใหญ่)
- Warin (Thai: องค์การบริหารส่วนตำบลวาริน)
- Lat Khwai (Thai: องค์การบริหารส่วนตำบลลาดควาย)
- Song Yang (Thai: องค์การบริหารส่วนตำบลสงยาง)
- Tabai (Thai: องค์การบริหารส่วนตำบลตะบ่าย)
- Kham Lai (Thai: องค์การบริหารส่วนตำบลคำไหล)
- Nam Thaeng (Thai: องค์การบริหารส่วนตำบลหนามแท่ง)
- Na Loen (Thai: องค์การบริหารส่วนตำบลนาเลิน)
- Don Yai (Thai: องค์การบริหารส่วนตำบลดอนใหญ่)